# Joueur de l'année de l'USHL
Le Joueur de l'année de l'USHL (en anglais : USHL Player of the Year) est un titre remis annuellement depuis 1985 au joueur considéré le plus utile (MVP) à son équipe au cours de la saison régulière dans la United States Hockey League.

## Gagnant du trophée
| Saison    | Récipiendaire              | Équipe                                                    |
| --------- | -------------------------- | --------------------------------------------------------- |
| 1984-1985 | Jay Cates Scott Shoffstall | Vulcans de Saint-Paul/Twin Cites Musketeers de Sioux City |
| 1985-1986 | Tim Ferguson               | Musketeers de Sioux City                                  |
| 1986-1987 | Terry Menard               | Flyers de Thunder Bay                                     |
| 1987-1988 | Mike O'Hara                | Mustangs de Rochester                                     |
| 1988-1989 | Mark Karpen                | Huskies de North Iowa                                     |
| 1989-1990 | Kurt Miller                | Mustangs de Rochester                                     |
| 1990-1991 | Gary Kitching              | Flyers de Thunder Bay                                     |
| 1991-1992 | Peter Ferraro              | Black Hawks de Waterloo                                   |
| 1992-1993 | Eric Rud                   | Buccaneers de Des Moines                                  |
| 1993-1994 | Jason Blake                | Black Hawks de Waterloo                                   |
| 1994-1995 | Scott Swanson              | Lancers d'Omaha                                           |
| 1995-1996 | Jeff Panzer Matt Noga      | Bears de Fargo-Moorhead Huskies de North Iowa             |
| 1996-1997 | Karl Goehring              | Ice Sharks de Fargo-Moorhead                              |
| 1997-1998 | Nate DiCasmirro            | Huskies de North Iowa                                     |
| 1998-1999 | Pete Fregoe                | Buccaneers de Des Moines                                  |
| 1999-2000 | Dan Ellis                  | Lancers d'Omaha                                           |
| 2000-2001 | Chris Fournier             | Stars de Lincoln                                          |
| 2001-2002 | Bobby Goepfert             | RoughRiders de Cedar Rapids                               |
| 2002-2003 | Ryan Potulny               | Stars de Lincoln                                          |
| 2003-2004 | Mike Howe                  | Lancers de River City                                     |
| 2004-2005 | Jeff Lerg                  | Lancers d'Omaha                                           |
| 2005-2006 | Trevor Lewis               | Buccaneers de Des Moines                                  |
| 2006-2007 | Phil DeSimone              | Musketeers de Sioux City                                  |
| 2007-2008 | Jason Gregoire             | Stars de Lincoln                                          |
| 2008-2009 | Andrew Miller              | Steel de Chicago                                          |
| 2009-2010 | Matt White                 | Lancers d'Omaha                                           |
| 2010-2011 | Blake Coleman              | Ice de l'Indiana                                          |
| 2011-2012 | Kevin Roy                  | Stars de Lincoln                                          |
| 2012-2013 | Taylor Cammarata           | Black Hawks de Waterloo                                   |
| 2013-2014 | Brandon Montour            | Black Hawks de Waterloo                                   |